# 伊勢屋商店
伊勢屋商店（いせやしょうてん、英: Iseya brewerly & Co）は、愛知県豊橋市に本社を置く日本酒メーカーである。代表銘柄は「延年」「不老門」「公楽」。福井酒造とともに豊橋市に2軒のみ残る蔵元である。

## 歴史
- 1920年（大正9年） - 創業。三重県伊勢出身の創業者が愛知県豊橋市を訪れて酒の量り売りを始め、その後造り酒屋になった。
- 1932年（昭和7年）12月6日 - 会社設立。

## 銘柄
大吟醸
- 延年

純米
- 不老門

上撰
- 公楽

その他
- 原酒　かこい酒
- 手筒花火シリーズ